# Grabovci (Bośnia i Hercegowina)
Grabovci – wieś w Bośni i Hercegowinie, w Federacji Bośni i Hercegowiny, w kantonie hercegowińsko-neretwiańskim, w gminie Konjic. W 2013 roku liczyła 157 mieszkańców, z czego większość stanowili Boszniacy.